# Lluís Pascual Estevill
Lluís Pascual Estevill (Cabassers, Priorat, 27 d'agost de 1934 - Barcelona, 1 de setembre de 2022) fou un advocat i jutge català. Va ser separat de la carrera judicial i condemnat per sentències fermes per la seva implicació en casos de corrupció.

## Entorn familiar, formació i primers passos professionals
Va néixer en una família camperola de Cabassers, a la comarca del Priorat. Va accedir als estudis superiors després d'uns primers anys difícils. Havia estat pastor de cabres i als 19 anys encara llegia amb dificultat. Es va llicenciar en dret a l'edat de 33 anys. Es casa amb Núria Franquesa i tenen cinc fills (tots advocats).
En època relativament primerenca havia dut a terme alguns intents d'emprendre una carrera política. En 1971 va intentar ser procurador a les Corts Espanyoles franquistes per Tarragona i, el 1982, senador pel CDS, però en ambdós casos va fracassar.
La seva primera etapa d'exercici professional en el camp del dret mercantil, exercint entre altres tasques l'assessorament a empreses. Aquest permetrà que s'acabi convertint en un bon coneixedor del món dels negocis.

## Activitat en la judicatura
Arriba a la carrera judicial el 1990 per l'anomenat quart torn, reservat als considerats "juristes de reconegut prestigi". En el seu primer destí, a Terrassa, roman dos anys. Posteriorment ocupa el Jutjat núm. 26 de Barcelona.
Du a terme processos que tindran una àmplia transcendència pública, com el dels pagarés falsos de BFP o l'anomenat “cas Macosa”. Simultàniament és en aquesta etapa quan desenvolupa l'activitat delictiva que donaria posteriorment una àmplia transcendència pública a la seva figura. Una de les facetes d'aquesta activitat va consistir en l'extorsió cap a determinats acusats. Com a resultat d'això, Estevill donava mostres d'una posició econòmica creixentment pròspera.
«La por a anar a la presó era l'arma que el jutge Estevill utilitzava amb total discreció i sense escrúpols. Era la mateixa arma que feia que qualsevol es replegués i cedís als seus xantatges. L'àmplia potestat de privar de la llibertat o dels béns de les persones de què gaudeix un representant de la justícia era emprada per Estevill com a moneda de canvi de quantiosos ingressos en els seus comptes personals. (...) Les seves víctimes no estaven disposades a veure's tacades per un escàndol judicial que posés en dubte l'honestedat i el prestigi dels seus negocis.»
Malgrat que l'activitat delictiva d'Estevill va ser objecte de rumors molt estesos, la veritat és que va gaudir d'impunitat durant un cert període. Referent a això el filòsof Reyes Mate va escriure:
«D'Estevill el que desassossega no és tant que prevariqués, sinó que ningú dels que haurien hagut de fer-ho digués prou quan era un clam l'existència d'un jutge corrupte.»
En 1994 va ser nomenat Vocal del Consell General del Poder Judicial, a proposta de Convergència i Unió. El 1996 va sol·licitar la seva excedència voluntària, quan ja s'havien presentat diverses querelles contra ell.

## Processos judicials
El juliol del 1996 era jutjat i condemnat per prevaricació continuada i detenció il·legal a sis anys de suspensió en qualsevol activitat judicial.
L'exigència de responsabilitats polítiques pel suport a Estevill va ser rebutjada inicialment per Jordi Pujol, encara que va acabar comportant el cessament del segon de bord al Govern de Catalunya, el conseller Macià Alavedra, qui en 2009 seria imputat en altres casos de corrupció no relacionats amb Estevill.
El 2005 el Tribunal Superior de Justícia de Catalunya va dictar sentència contra Estevill i altres membres de l'anomenat "clan dels mentiders", considerant-se a Estevill culpable dels delictes de suborn, extorsió, prevaricació i detencions il·legals, condemnant a nou anys de presó sense fiança i a 1.000.800 d'euros com a rescabalament de danys als extorsionats, la sentència disposava també que l'Estat era responsable solidari pels imports a pagar.
La modalitat delictiva, duta a terme a principis dels anys noranta, consistia a extorsionar empresaris als quals Estevill investigava en el seu caràcter de jutge, que quedaven en tal forma en risc de ser empresonats. Per no ingressar a la presó, o per sortir-ne en pocs dies, els empresaris accedien a que l'advocat Joan Piqué Vidal els defensés i a abonar diverses quantitats de diners al jutge i l'advocat. Piqué Vidal, antic advocat de Jordi Pujol al cas relacionat amb Banca Catalana, va ser condemnat per la seva participació en aquells fets a set anys de presó.
El jutge ingressà a presó el 20 d'octubre del 2006 a la presó de Quatre Camins i assolí el tercer grau penitenciari el desembre del 2009 pel que només havia d'anar a dormir a presó

## Publicacions
Pascual Estevill és autor d'un cert nombre de publicacions, gairebé totes de tema jurídic.
- España 71 "Desarrollo en acción", Tarragona, 1971
- "El pago en la jurisprudencia del Tribunal Supremo", Revista jurídica de Catalunya, ISSN 1575-0078, Vol. 84, Nº 2, 1985, págs. 463-486
- Hacia un concepto actual de la responsabilidad civil, Bosch, 1989, ISBN 84-7676-123-6
- La responsabilidad extracontractural, aquiliana o delictual, Bosch, 1990, ISBN 84-7676-166-X
- La culpa in contrahendo: discurso de ingreso del académico de número, ilustrísimo Sr. Dr. Lluís Pascual i Estevill y contestación del académico de número Sr. Dr. Lluís Puig i Ferriol: 22 de marzo de 1994, Barcelona, Acadèmia de Jurisprudència i Legislació de Catalunya, 1994.